# Rauville-la-Place
Rauville-la-Place är en kommun i departementet Manche i regionen Normandie i norra Frankrike. Kommunen ligger i kantonen Saint-Sauveur-le-Vicomte som tillhör arrondissementet Cherbourg. År 2022 hade Rauville-la-Place 388 invånare.

## Befolkningsutveckling
Antalet invånare i kommunen Rauville-la-Place
| Referens: INSEE |